# Barry Jenkins

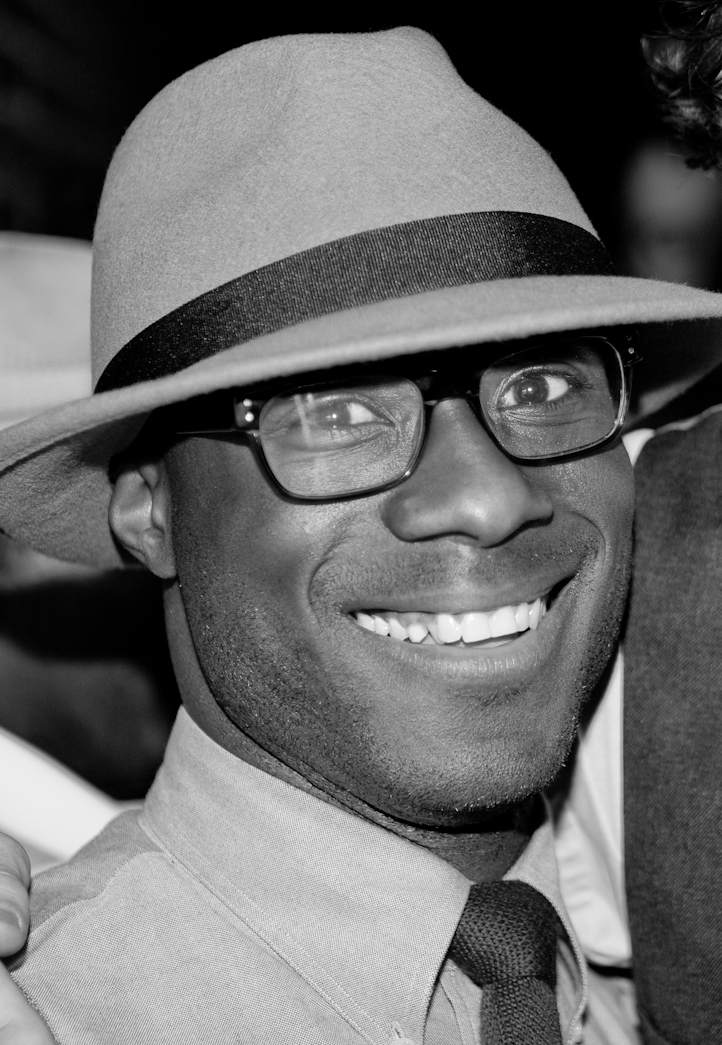
Barry Jenkins (2009)

Barry Jenkins (* 19. November 1979 in Miami) ist ein US-amerikanischer Regisseur und Drehbuchautor, der bei der Oscarverleihung 2017 für die Adaption des Drehbuchs seines Films Moonlight einen Oscar erhielt. In der Kategorie „Bester Film“ gewann Moonlight ebenfalls den Oscar.

## Leben
Barry Jenkins wurde in Miami geboren und wuchs dort in der Liberty Square Neighborhood auf, die von den Menschen umgangssprachlich Pork & Beans (deutsch Schweinefleisch & Bohnen) genannt wird. Der Liberty Square ist ein 753 Einheiten umfassender öffentlicher Apartment-Komplex in Miami. Das am Martin Luther King Jr. Boulevard in Liberty City im Jahr 1937 angelegte Wohnungsbauprojekt war für Schwarze im Süden der USA das erste seiner Art. Das Stadtviertel weist die höchste Konzentration von Afroamerikanern im Süden Floridas auf. Jenkins kannte nach eigenen Aussagen keine Weißen, bis er aufs College kam. Später studierte er an der Florida State University in Tallahassee. Jenkins lebt heute in Los Angeles.
Ende Juni 2017 wurde Jenkins ein Mitglied der Academy of Motion Picture Arts and Sciences.

## Karriere
Nach mehreren Kurzfilmen drehte Jenkins mit Medicine for Melancholy 2008 seinen ersten Spielfilm. Hierbei handelte es sich um einen Mumblecore. Jenkins' zweiter Spielfilm Moonlight wurde am 2. September beim Telluride Film Festival erstmals gezeigt und im September 2016 beim Toronto International Film Festival vorgestellt. Er arbeitete hierfür ein zweites Mal mit dem Kameramann James Laxton zusammen, der ebenfalls die Filmschule an der Florida State University besuchte und mit dem ihn auch privat eine Freundschaft verbindet. Der Film basiert auf dem Theaterstück In Moonlight Black Boys Look Blue Tarell Alvin McCraney, das in drei Kapiteln die Geschichte von Chiron erzählt, der als Afroamerikaner mit kaputter Kindheit inmitten des Gedränges und des Drogenkrieges der 80er Jahre in Miami aufwächst. Die Zusammenarbeit von Jenkins mit dem mehrfach ausgezeichneten Dramatiker war bereits 2012 bekannt geworden. Jenkins und McCraney, die ungefähr im gleichen Alter sind, wuchsen unweit voneinander auf. Aus dem IndieWire’s 2016 Critics Poll ging Jenkins als Bester Regisseur hervor. Im Dezember 2016 erhielt Jenkins für seine Arbeit an Moonlight zwei Nominierungen im Rahmen der Golden Globe Awards, für die Beste Regie und für das Beste Drehbuch, und im Januar 2017 eine Nominierung für die Beste Filmproduktion für den Directors Guild of America Award. Am 24. Januar 2017 erhielt Jenkins im Rahmen der Oscarverleihung 2017 für seine Arbeit als Regisseur und Drehbuchautor des Films Oscar-Nominierungen und konnte im Februar diesen renommierten Filmpreis in der Kategorie „Drehbuch“ in Empfang nehmen.
Neben der angekündigten Comic-Verfilmung A Contract with God, bei der Jenkins gemeinsam mit Tze Chun als Regisseur fungiert, arbeitet er als Drehbuchautor an einem Film über Amerikas erste Olympia-Goldmedaillistin im Boxen Claressa “T-Rex” Shields. Im März 2017 wurde bekannt, dass Jenkins für Amazon eine Miniserie nach dem Roman The Underground Railroad schreiben und inszenieren wird. Sein Film If Beale Street Could Talk, der auf einem gleichnamigen Roman von James Baldwin basiert, startete am 7. März 2019 in deutschen Kinos.
2017 wurde Jenkins bei den 70. Internationalen Filmfestspielen von Cannes als Jurymitglied des Kurzfilmwettbewerbs und der Reihe Cinéfondation ausgewählt.
Mit der im Mai 2021 angelaufenen Serie The Underground Railroad realisierte Jenkins eine Verfilmung des gleichnamigen Romans von Colson Whitehead. 

## Filmografie (Auswahl)
Als Regisseur und Drehbuchautor
- 2003: My Josephine (Kurzfilm)
- 2008: Medicine for Melancholy
- 2016: Moonlight

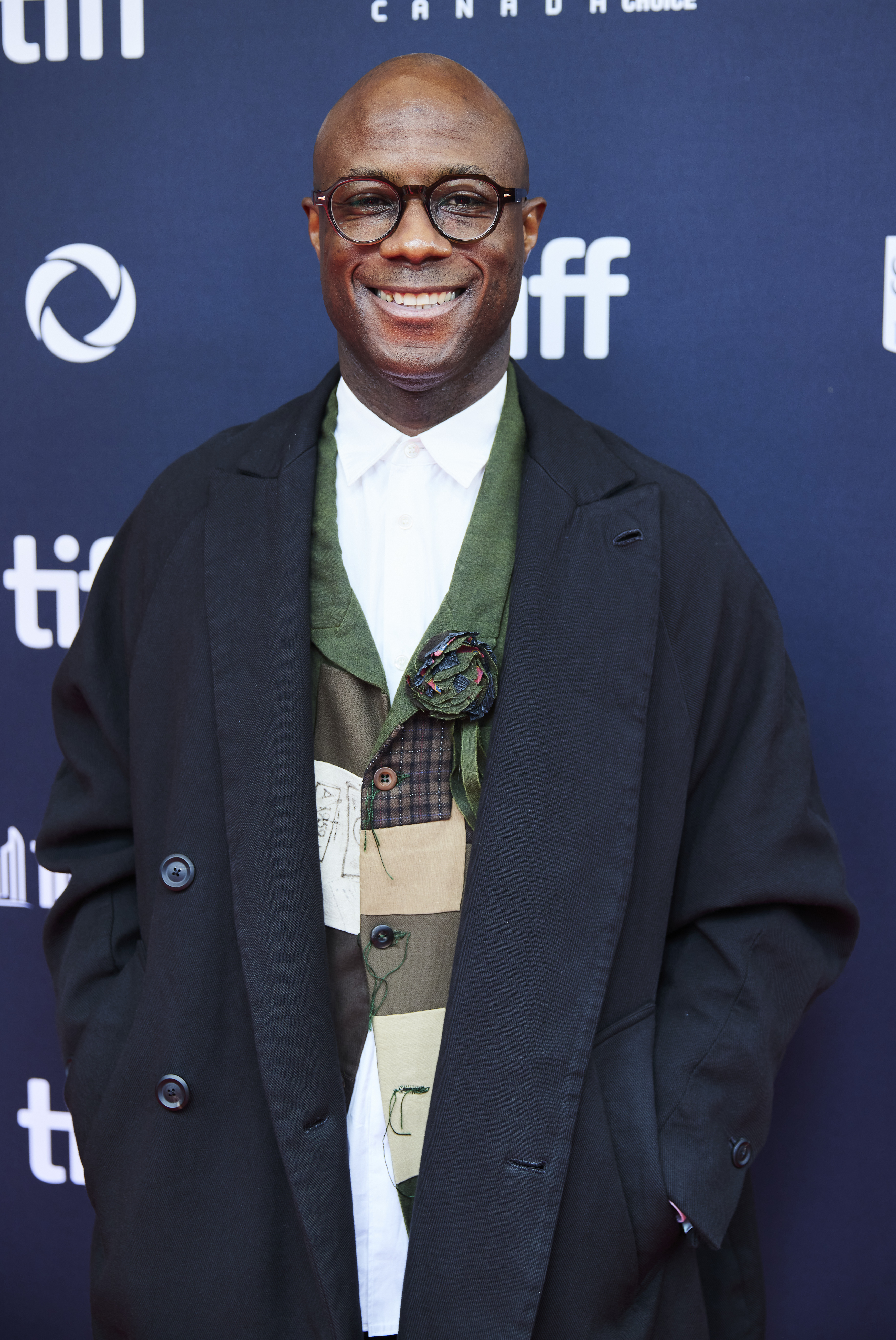
Barry Jenkins beim Toronto International Film Festival 2024

- 2017: Dear White People (Fernsehserie, eine Folge, nur Regie)
- 2018: If Beale Street Could Talk
- 2021: The Underground Railroad (Fernsehserie)
- 2024: The Fire Inside (nur Drehbuch)
- 2024: Mufasa: Der König der Löwen (Mufasa: The Lion King, Animationsfilm)

Als Produzent
- 2017: Indian Horse
- 2018: If Beale Street Could Talk
- 2022: Aftersun
- 2023: All Dirt Roads Taste of Salt
- 2024: The Fire Inside
- 2025: Sorry, Baby

## Auszeichnungen (Auswahl)
African American Film Critics Association Award
- 2017: Auszeichnung für die Beste Regie (Moonlight)[16]

Black Film Critics Circle Award
- 2016: Auszeichnung für die Beste Regie (Moonlight)
- 2016: Auszeichnung für das Beste Drehbuch (Moonlight)[17]

Black Reel Award
- 2025: Nominierung für das Beste Drehbuch (The Fire Inside)[18]

British Academy Film Award
- 2017: Nominierung für das Beste Originaldrehbuch (Moonlight)[19]

British Independent Film Award
- 2016: Auszeichnung für den Besten ausländischen Independentfilm (Moonlight)[20]
- 2022: Auszeichnung als Bester britischer Independentfilm (Aftersun)[21]

Chicago Film Critics Association Award
- 2016: Auszeichnung als Bester Regisseur (Moonlight)
- 2016: Nominierung für das Beste Drehbuch (Moonlight)[22]

Chlotrudis Award
- 2017: Auszeichnung als Bester Regisseur (Moonlight)

Critics’ Choice Movie Award
- 2016 (Dez.): Nominierung für die Beste Regie (Moonlight)
- 2016 (Dez.): Nominierung für das Beste Drehbuch (Moonlight)[23]
- 2019: Auszeichnung für das Beste adaptierte Drehbuch (If Beale Street Could Talk)

Directors Guild of America Award
- 2017: Nominierung für die Beste Filmproduktion 2016 (Moonlight)[24]
- 2022: Auszeichnung in der Kategorie Television Movies and Limited Series (The Underground Railroad)[25]

Georgetown Independent Film Festival
- 2003: Auszeichnung mit dem Special Jury Prize (My Josephine)

Golden Globe Award
- 2017: Nominierung für die Beste Regie (Moonlight)
- 2017: Nominierung für das Beste Drehbuch (Moonlight)[26]

Gotham Award
- 2016: Auszeichnung für den Besten Spielfilm (Moonlight)
- 2016: Auszeichnung in der Kategorie Bestes Drehbuch (Moonlight)[27]

Independent Spirit Award
- 2016: Auszeichnung in der Kategorie Beste Regie (Moonlight)
- 2016: Auszeichnung in der Kategorie Bestes Drehbuch (Moonlight)
- 2016: Auszeichnung mit dem Robert Altman Award (Moonlight)[28]

London Critics' Circle Film Award
- 2017: Nominierung als Bester Regisseur (Moonlight)
- 2017: Nominierung für das Beste Drehbuch (Moonlight)

London Film Festival
- 2016: Nominierung in der Kategorie Bester Film im Wettbewerb (Moonlight)

Los Angeles Film Critics Association Award
- 2016: Auszeichnung für den Besten Film (Moonlight)
- 2016: Auszeichnung als Bester Regisseur (Moonlight)[29]

Los Angeles Film Festival
- 2008: Nominierung für den Filmmaker Award (Medicine for Melancholy)

NAACP Image Award
- 2017: Auszeichnung in der Kategorie Outstanding Writing in a Motion Picture (Moonlight)
- 2017: Auszeichnung als Bester Regisseur (Moonlight)[30]

National Board of Review Award
- 2016: Auszeichnung in der Kategorie Beste Regie (Moonlight)[31]
- 2018: Auszeichnung für das Beste adaptierte Drehbuch  (If Beale Street Could Talk)

New York Film Critics Circle Award
- 2016: Auszeichnung für die Beste Regie (Moonlight)[32]

Online Film Critics Society Award
- 2017: Auszeichnung als Bester Regisseur (Moonlight)
- 2017: Nominierung für das Beste adaptierte Drehbuch (Moonlight)[33]
- 2019: Auszeichnung für das Beste adaptierte Drehbuch (If Beale Street Could Talk)

Oscar
- 2017: Nominierung für die Beste Regie (Moonlight)
- 2017: Auszeichnung für das Beste adaptierte Drehbuch (Moonlight)[34]
- 2019: Nominierung für das Beste adaptierte Drehbuch (If Beale Street Could Talk)

Toronto International Film Festival
- 2016: Nominierung für den Platform Prize (Moonlight)

USC Scripter Award
- 2017: Auszeichnung für das Beste adaptierte Drehbuch des Jahres (Moonlight)[35]
- 2019: Nominierung für das Beste Drehbuch (If Beale Street Could Talk)[36]
- 2022: Auszeichnung mit dem Literary Achievement Award
- 2022: Nominierung für das Beste Drehbuch für eine Fernsehserie (Folge “Indiana Winter”, The Underground Railroad)[37]

Washington DC Area Film Critics Association Award
- 2016: Nominierung als Bester Regisseur (Moonlight)
- 2016: Nominierung für das Beste Originaldrehbuch (Moonlight)[38]

Writers Guild of America Award
- 2017: Auszeichnung in der Kategorie Bestes Originaldrehbuch (Moonlight)[39]
- 2019: Nominierung für das Beste adaptierte Drehbuch (If Beale Street Could Talk)[40]